# Sedum sinoglaciale
Sedum sinoglaciale är en fetbladsväxtart som beskrevs av Kun Tsun Fu. Sedum sinoglaciale ingår i Fetknoppssläktet som ingår i familjen fetbladsväxter. Inga underarter finns listade i Catalogue of Life.